# Gitano (película de 2000)
Gitano es una película española del año 2000, dirigida por Manuel Palacios y protagonizada por el bailaor Joaquín Cortés y Laetitia Casta.

## Sinopsis
Tras pasar dos años en la cárcel por un delito que no cometió, Andrés Heredia recobra la libertad. Su único objetivo es comenzar una nueva vida y olvidar el pasado. Pero el odio, el rencor y la sed de venganza de su familia lo enfrentan a la oscura trama que lo llevó a prisión... y a la mujer que lo traicionó.

## Reparto
- Joaquín Cortés: Andrés Heredia
- Laetitia Casta: Lucía Junco
- Marta Belaustegui: Lola Junco
- Ginés García Millán: El Peque
- Pilar Bardem: Pepa Molina
- Antonio Carmona: Romero
- José Manuel Lorenzo: El Chino

## Recepción
La película contó con un guion del famoso novelista Arturo Pérez Reverte, pero fue un fracaso de taquilla y sobre todo de crítica, considerándola una de las peores películas del año. En 2011 la Audiencia Provincial de Madrid consideró que la obra era un plagio del guion Corazones púrpura de Antonio González-Vigil.